# 小野亜希子
小野 亜希子（おの あきこ、1978年7月4日 - ）は、大分県を拠点に活動する日本のフリーアナウンサー。元大分放送（OBS）アナウンサー。
大分県大分市出身。大分県立大分上野丘高等学校、大分大学経済学部卒業後OA機器の販売営業に就くものの、子供の頃からの夢であったアナウンサーになるべくOBSの入社試験を受け、2002年OBSに入社。2009年3月をもって結婚退職。身長は155cm。趣味はドライブ、映画鑑賞、茶道（裏千家）。特技は着付けと背中で手と手を合わせて拝むことが出来ること。
TBS系全国ネットの「オールスター赤面申告!ハプニング大賞」に出演したことによって、OBSの名物女性アナウンサーになった。その後、同じく全国ネット番組「うたばん」にもご当地グルメ特集で何度か出演しており、その中で寿退職の件にも触れられた。
同局退職後も、主婦業の傍ら地元局のCMやミニ番組に出演し、イベントの司会業等でも活躍している。
2010年7月、第一子となる長男を出産。初産にも拘らず、4時間かからなかった。
2013年11月16日放送のHAMARooooN!!ステーションに、約1年2ヶ月振りに登場した。放送内で妊娠7ヶ月を発表し、第2子の誕生が2014年2月22日の予定であることが伝えられ、2014年2月1日放送の同番組内にて、この日長女を出産したことをメールにて報告した。出産は3時間程の安産だった。

## 現在の担当番組
テレビ
- ひるドキッ！おおいた（金曜）J:COMチャンネル大分
- かぼすタイム（土曜・月1回）大分放送

ラジオ
- 風は虹色（月曜午前）大分放送

## 過去の担当番組
テレビ
- かぼすタイム（土曜）
- フレッシュおおいた（土曜）
- 駅前女子会（日曜）OCT大分ケーブルテレコム
- もぎたて情報局（金曜）OCT大分ケーブルテレコム

ラジオ
- ごごらくワイド(水曜・木曜・金曜）
- ちょるちょるワイド（水曜・木曜・金曜）
- けんちゃん☆あっこのHAMARooooN!!ステーション（土曜）
- イチスタ☆（月曜）大分放送

## 人物
- 今まで貧血になったことがないという。学生時代朝礼等で倒れ、先輩や若い先生にお姫様抱っこで運ばれることが憧れだったが、実際に見たのが4人に両手両足抱えられ酔っぱらいが運ばれるような姿を見て、理想と現実は違うと感じ、これから先鉄分を取っていこうと誓ったとのこと[2]。
- 大学生時代、地元紙に掲載されたことがある[3]。
- 担当番組「かぼすタイム」の「亜希子におまかせ!」というコーナーではハプニングをかなり出している。
- 大分放送にて「ゴッドアフタヌーン アッコのいいかげんに1000回」が2008年4月5日より放送開始になった際、当時レギュラーだった「かぼすタイム」内の「亜希子におまかせ!」と言う和田アキ子のレギュラー番組と同じ名前のコーナーを持っているとの報告と、その名称を使用することの了承の旨を伝えた内容を送り、番組内にて読まれたことがある。
- 好きな食べ物は、2012年6月までは「レバ刺し」とアンケート記入や紹介等で言っていた（最後に食べた際携帯で写真を撮り、辛くなった際に見て心の拠所にしたいと言った程）が、2012年7月からの規制を受け、変更を余儀なくされた。その際に挙げたものは「豚足」で、豚足を見たら買わずにいられない上、豚足を購入後帰宅の際に我慢できず食べてしまったというエピソードを明かした[4]。
- 第1子、第2子共につわりがなかったという（本人曰く「つわり無い体質」らしい）。更にはつわり時猛暑だったにも拘らず、酢の物等のさっぱりしたものが食べられず、揚げ物ばかり欲していて、食欲減退がなかった。それでいて妊娠前より3キロしか増えておらず、妊娠する度に痩せているとのこと。因みに、人生で一番ふっくらしていたのは結婚式の頃で、現在の方が痩せているという。本人曰く、幸せが体型に出ていたとのこと[2]。
- 食べることが好きで、テレビのグルメレポートの際には通常コメント後は食べないものを、出されたもの全て完食していた。そのことを聞きつけたレポート先の店舗では、何時しか大盛りを出すようになったが、それらも全て完食していた。しかし、グルメリポートのやり過ぎで膝を痛めてしまった[2]。